# Adria Cup 2017
Der Adria Cup im Unihockey wurde am 4. und 5. November in Bozen, Italien, ausgetragen.

## Modus
Der Adria Cup wird unter den vier Nationalmannschaften Österreich, Italien, Ungarn und Slowenien ausgetragen. Dabei spielt jede Mannschaft gegen jede. Sieger ist die Mannschaft, welche am Ende die meisten Punkte hat.

## Hauptrunde

### Spiele
| 4. November 2017 11:00 |  | Italien | 5:8 (1:2, 2:4, 2:2) Spielbericht | Österreich | PalaResia, Bozen Zuschauer: 42 |

| 4. November 2017 13:30 |  | Slowenien | 8:4 (3:2, 2:0, 3:2) Spielbericht | Ungarn | PalaResia, Bozen Zuschauer: 39 |

| 4. November 2017 17:00 |  | Italien | 3:3 (2:2, 0:0, 1:1) Spielbericht | Slowenien | PalaResia, Bozen Zuschauer: 48 |

| 4. November 2017 19:30 |  | Österreich | 5:3 (2:2, 1:0, 2:1) Spielbericht | Ungarn | PalaResia, Bozen Zuschauer: 14 |

| 5. November 2017 10:00 |  | Italien | 2:11 (1:2, 1:4, 0:5) Spielbericht | Ungarn | PalaResia, Bozen Zuschauer: 84 |

| 5. November 2017 12:30 |  | Slowenien | 5:5 (3:0, 1:3, 1:2) Spielbericht | Österreich | PalaResia, Bozen Zuschauer: 28 |

### Tabelle
| Rg. | Team       | Sp | S | U | N | T     | TD  | P |
| --- | ---------- | -- | - | - | - | ----- | --- | - |
| 1.  | Österreich | 3  | 2 | 1 | 0 | 18:13 | 5   | 5 |
| 2.  | Slowenien  | 3  | 1 | 2 | 0 | 16:12 | 4   | 4 |
| 3.  | Ungarn     | 3  | 1 | 0 | 2 | 18:15 | 3   | 2 |
| 4.  | Italien    | 3  | 0 | 1 | 2 | 10:22 | −12 | 1 |

## Abschlussklassement
| Rang | Mannschaft |
| ---- | ---------- |
| 1.   | Österreich |
| 2.   | Slowenien  |
| 3.   | Ungarn     |
| 4.   | Italien    |